# 融合張量積
融合張量積，简称融合積，是仿射李代數{\displaystyle {\hat {\mathfrak {g}}}}表示的範疇O (準確地说，第{\displaystyle \kappa }層({\displaystyle level-\kappa })模的滿子範疇 - 就是说，兩個第{\displaystyle \kappa }層模般的張，得出的模都是第{\displaystyle \kappa }層的) 中定義的一種張量積結構；它令範疇{\displaystyle O_{\kappa }}成辮狀張量範疇；它和頂點代數和共形場論關係密切。